# Pardes Rimonim

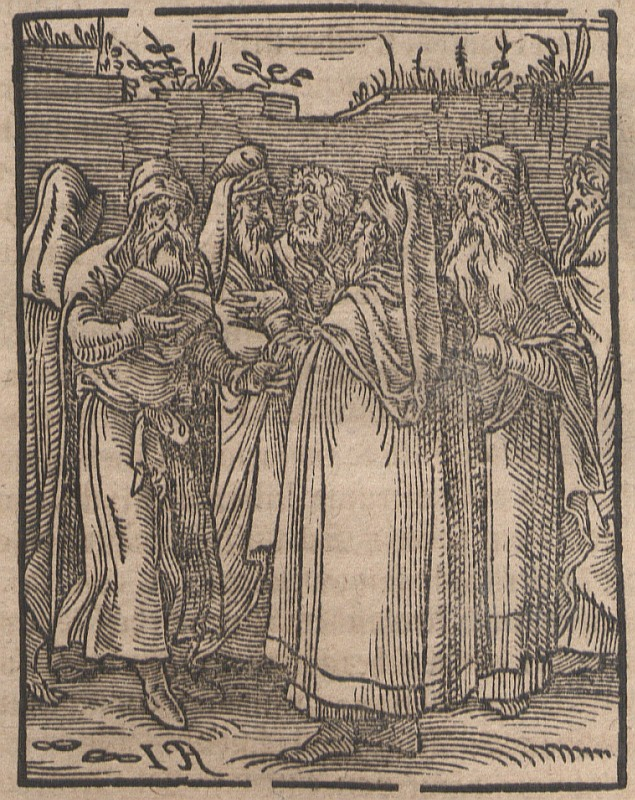
Ständebuch & Beruf & Theosoph & Kabbala. Holzschnitt 1641, aber ohne direktem Bezug zum Werk die Pardes Rimonim (1548)

Pardes Rimonim (hebräisch פרדס רימונים ‚Obstgarten der Granatäpfel‘) ist ein ursprünglicher Text der Kabbala, der 1548 vom jüdischen Mystiker Rabbi Moses ben Jacob Cordovero (Akronym: RaMaK) in Safed (Tzfat) in Galiläa verfasst wurde. Der Granatapfel wird hier als ein Symbol für die tiefen und vielfältigen Geheimnisse der göttlichen Welt und der Schöpfung verwendet.

## Entstehungsgeschichte
In Safed des 16. Jahrhunderts wurden frühere kabbalistische theosophische Ansichten, in verschiedenen Schulen, theoretisch systematisiert. In Safed war es zum Zusammenschluss kleinerer jüdischer Gruppen, den Havurot (hebräisch חברות havurot, deutsch ‚Gesellschaften‘ ‚Freundschaften‘) gekommen, nachdem oder durch die, die Stadt im 16. Jahrhundert ein Zentrum für kabbalistische Studien geworden war. Viele Gelehrte organisierten sich in eben diesen Havurot, um sich gemeinsam mit mystischen Texten auseinanderzusetzen, Gebete zu verrichten und spirituelle Praktiken zu pflegen. Diese Gruppen förderten nicht nur das Lernen, sondern auch den sozialen Zusammenhalt innerhalb der jüdischen Gemeinde. Havurot ermöglichten es den Mitgliedern, tiefere persönliche Beziehungen zu entwickeln und die Lehren der Kabbala auf eine praxisnahe Weise zu erleben.
Die Pardes Rimonim war die erste umfassende Darlegung der mittelalterlichen Kabbala, obwohl ihr rational geprägtes Schema durch das nachfolgende mythologische Schema von Isaak Luria, ebenfalls Safed im 16. Jahrhundert abgelöst wurde.
Cordovero gab in seiner Einleitung an, dass das Werk auf Notizen basierte, die er während seines Studiums des Sohar, eines grundlegenden Werks der Kabbala, gemacht hat. Er bemerkt, dass er die Pardes Rimonim verfasste, „um sich nicht in seinen [dem Sohar] Tiefen zu verlieren und zu verwirren“.

## Aufbau und Inhalt
Das Werk ist eine enzyklopädische Zusammenfassung der Kabbala, einschließlich des Versuchs, „alle Lehrsätze der Kabbala zu erläutern, wie etwa die Lehren der Sefirot , der Emanation, der göttlichen Namen, der Bedeutung des Alphabets usw.“. Die Pardes Rimonim waren eines der meistgelesenen und einflussreichsten Werke der Kabbala. Es galt als Grundlage der kabbalistischen Weltanschauung, bis es schließlich von den Werken Isaak Lurias in den Schatten gestellt wurde.
Die Pardes Rimmonim bestehen aus 32 Toren oder Abschnitten (hebräisch או שערים sha'arim), die in Kapitel unterteilt sind. Es wurde erstmals 1591 in Krakau veröffentlicht. Eine Zusammenfassung davon wurde unter dem Titel Asis Rimmonim von Samuel Gallico, einem Schüler des Autors, veröffentlicht, spätere Kommentare zu einigen Teilen davon wurden von Menahem Azariah da Fano, Mordechai Prszybram und Isaiah Horowitz verfasst. Das Originalwerk wurde teilweise von Bartolocci, von Joseph Ciantes (in De Sanctissima Trinitate Contra Judæos Rom, 1664), von Athanasius Kircher (Rom, 1652–1654) und von Christian Knorr von Rosenroth (in Kabbala) ins Lateinische übersetzt Denudata (Sulzbach, 1677).
In der hebräischen Bibel erscheint der Ausdruck des „Granatapfelgartens“ in der Beschreibung des Geliebten im Hohelied (hebräisch שִׁיר הַשִּׁירִים Šīr ha-Šīrīm) (Hld 4,13 ) „(…) deinen Lippen ein Granatapfelgarten mit der Frucht (…)“. Aufgrund der zentralen Bedeutung des Hoheliedes in der Welt der Kabbalisten und insbesondere in der des Sohar wählte RaMaK es jedoch als den Beginn der Identifikation zwischen dem „Paradies“ und den mystischen Erfahrungen beginnt bereits im Talmud in der Geschichte von vier Weisen, die „das Paradies betraten“, was auf entsprechende Erfahrungen im Zusammenhang mit der Tora und Chagiga (Mischna) hindeutet.
Das Werk befasst sich mit der Struktur der Sephiroth, den göttliche Eigenschaften oder Emanationen und ihren interaktiven Beziehungen (Zinnoroth) (hebräisch זִּנְרוֹת zinnerot, deutsch ‚drehen‘ ‚wickeln‘ ‚verknüpfen‘) zueinander. Die Sephiroth sind in der kabbalistischen Tradition als eine Art ‚Karte für das göttliche Licht‘ und die ‚Schöpfung‘ selbst zu verstehen. Im Pardes Rimonim werden die verschiedenen Schöpfungsebenen, auch Olamot, die „vier Welten der Sephiroth“, (hebräisch עולמות olamot) beschrieben.

## Rezension
Cordovero (RaMaK) war ein prominenter Kabbalist in Safed, bevor Isaac Luria (Ari) seine mystischen Lehren verbreitete. Die beiden Gelehrten gehörten unterschiedlichen Generationen an. Obgleich beide, RaMak und Ari formal den Acharonim (den ‚Letzten‘) zugerechnet werden, kannten sie sich nicht persönlich.
Luria war zwar stark von Cordoveros Arbeiten beeinflusst, er entwickelte jedoch seine eigene mystische Kosmologie, die die Lehre des Tzimtzum, der Vorstellung der göttlichen Schrumpfung, des „göttlichen In-sich-Ziehens“ um Raum für die Schöpfung zu schaffen. Diese neuen Konzepte machten die lurianische Kabbala zu einer der wichtigsten Kabbalatraditionen, die die spätere mystische Literatur prägte.

## Werkausgaben
- פרדס רמונים  Originaltext auf Hebräisch